# Palmyra (Indiana)
Pour les articles homonymes, voir Palmyra.
La ville de Palmyra est située dans le comté de Harrison, dans l’État de l’Indiana, aux États-Unis. Sa population s’élevait à 930 habitants lors du recensement de 2010, estimée à 941 habitants en 2016.

## Histoire
La localité a été établie en 1836 sous le nom de Carthage.

## Source
- (en) Cet article est partiellement ou en totalité issu de l’article de Wikipédia en anglais intitulé « Palmyra, Indiana » (voir la liste des auteurs).